# Clubiona pyrifera
Clubiona pyrifera är en spindelart som beskrevs av Schenkel 1936. Clubiona pyrifera ingår i släktet Clubiona och familjen säckspindlar. Inga underarter finns listade i Catalogue of Life.